# Herb Pomeroy
Irving Herbert Pomeroy III (* 15. April 1930 in Gloucester, Massachusetts; † 11. August 2007 ebenda) war ein US-amerikanischer Jazz-Trompeter und Hochschullehrer.

## Leben
Pomeroy studierte am Schillinger House in Boston, dem späteren Berklee College of Music. Er trat Anfang der 1950er Jahre mit Charlie Parker, Lionel Hampton und Stan Kenton auf und spielte Aufnahmen unter Serge Chaloff, mit Charlie Mariano und als Bandleader ein. Ab 1955 unterrichtete er einundvierzig Jahre lang an der Berklee School, daneben zweiundzwanzig Jahre am Massachusetts Institute of Technology und auch etliche Jahre an der Lenox School of Jazz. Außerdem leitete er stets verschiedene Bands, die aus seinen Schülern bestanden, und nahm als Leiter von Big Bands Alben für die Labels Roulette, United Artists und Shiah auf.
Nach dem Ende seiner Lehrtätigkeit konzentrierte er sich verstärkt auf sein eigenes musikalisches Schaffen. Er trat in verschiedenen Duo- und Quartettformationen auf und wirkte an mehreren Alben, teils als Bandleader, mit.

## Diskografie
- Jazz in a Stable, 1955
- Life is a Many Splendered Gig mit Bill Legan, Boots Mussulli, Everett Longstreth, Varty Haritounian, Gene DiStachio, Zoot Sims, Augie Ferretti, Joe Ciavardone, Jaki Byard,  Joe Gordon, Deane Haskins, John Neves, Dave Chapman, Ray Santisi, Lennie Johnson, Jimmy Zitano, 1957
- The Band and I mit Bill Legan, Irene Kral, Augie Ferretti, Joe Ciavardone, Charlie Mariano, John Neves, Joe Caruso, Dave Chapman, Ray Santisi, Jimmy Mosher, Lennie Johnson, Jimmy Zitano, 1958
- Detour Ahead mit Irene Kral, 1958
- Band in Boston, 1958
- Pramlatta’s Hips, 1980
- It’s Christmas Time mit Mark Pucci, Greg Abate, Jack Pezanelli, Peter Kontrimas, 1995
- Walking on Air mit Dave McKenna, Gray Sargent, Marshall Wood, Jim Gwin, 1996
- This Is Always mit Billy Novick, John Wheatley, Joe Hunt, Marshall Wood, Paul Schmeling, 1996
- We’ll Be Together Again mit Bennett Friedman, Ren Jenkins, Fred Lipsius, Randy Vincent, Mark Levine, Steve Smith, Jim Rothermel, Mel Graves, Mike Whitwell, George Marsh, Tom Hayashi, Bill Watrous, Peter Welker, Doug Delaney, 1999
- Paradise Is Awfully Nice mit Jon Crosse, Bennett Friedman, Gus Klein, Randy Vincent, Smith Dobson, Steve Smith, Ernie Watts, Norton Buffalo, Jim Rothermel, Mel Graves, Mike Whitwell, George Marsh, Peter Welker, Rita Thies, David Grisman, Charles McCarthy, Doug Delaney, 2002